# Florian Lévy
Pour les articles homonymes, voir Levy.
 (septembre 2023).
 (septembre 2023).
Il peut être nécessaire de l'améliorer pour respecter le principe de neutralité de point de vue. Veuillez consulter la page de discussion pour plus de détails.

Florian Levy est un joueur français de Scrabble. Il fut le premier scrabbleur à remporter les trois titres de champion du monde individuel, de paires et de blitz. Joueur polyvalent, il fut également finaliste du tournoi des Légendes du jeu Des chiffres et des lettres en 2005, et ancien recordman des gains au jeu Harry.

## Biographie
Parisien d'origine, Florian Levy contribue à l'animation éditoriale de divers sites de jeux en ligne — notamment pour la version francophone du jeu en ligne Wordox — avant de se spécialiser dans la rédaction de comptes rendus, puis la correction orthotypographique rapide et professionnelle.
C'est en 1985 que Florian découvre le Scrabble Duplicate, au Club Med de Corfou. Il passe douze années au club de Paris-Élysées, avant de rejoindre celui de Saint-Leu-la-Forêt, raflant au passage, avec ces deux clubs, plusieurs titres de champion de France et d'Europe Interclubs.
Il remporte son premier tournoi majeur, le festival de Vichy, en 1996. Vainqueur du championnat du monde par paires en 1997, du championnat du monde élite en 2000 et du championnat du monde de blitz en 2003, il devient le premier joueur à remporter ces trois épreuves.
Passionné par les mots et la langue française, il intègre le comité de rédaction de L'Officiel du Scrabble (ODS) en 2004 et en devient le président en 2006.
Le 26 novembre 1991, à l'émission Des chiffres et des lettres, Florian Levy bat Joseph Pribetich sur le score de 146 à 17, réalisant ainsi un double record sur un match disputé en 2 manches : celui du nombre de points marqués (146) et de l'écart de points avec son adversaire (129).
Le 7 et le 8 avril 2007, à Troyes, il remporte pour la première fois le championnat de France de Scrabble Duplicate, ayant fini deuxième en 2001, 2004 et 2005.
Le 18 octobre 2008, il remporte la Grande Interro de français de TF1, avec 39 bonnes réponses sur 40.
Le 20 janvier 2009, il lance un module de propositions de nouveaux mots au Scrabble ouvert à tous les internautes.
Le 14 août 2011, il devient membre du Conseil d'administration de la FISF, chargé de la promotion, de la gestion et du développement du site internet de cette instance.
Il participe à l'émission Harry du 1er octobre au 21 octobre 2013. En 15 participations, il y empoche 25 100 €, ancien gain record de l'époque.
En novembre 2014, il devient vice-président de la FISF, chargé du site internet, des réseaux sociaux et du comité de rédaction de l'ODS.
En mai 2025, il lance sa plateforme de correction orthographique professionnelle : https://www.orthotop.fr, 

## Palmarès

### Des chiffres et des lettres
- Vainqueur de la Coupe des Clubs : 1991
- Finaliste du Tournoi des Légendes : 2005

### Scrabble
- Champion du monde : 2000[2] (Paris)
- Champion du monde de blitz : 2003 (Liège)
- Champion du monde par paires (avec Marc Treiber) : 1997 (Saint-Hyacinthe)
- Champion du monde par paires (avec Hugo Delafontaine) : 2009 (Mons)
- Champion de France : 2007 (Troyes), 2014 (Vichy)[3]
- Champion de France de blitz : 2003 (Lille), 2013 (Mandelieu)
- Champion de France par paires (avec Marc Treiber) : 1994, 1995, 1999 (Vichy)
- Vainqueur du Festival de Vichy : 1996, 2014
- Vainqueur du Festival de Cannes : 1998, 2007
- Vainqueur du Festival d'Aix-les-Bains : 2015
- Vainqueur du Festival de Belgique : 2000, 2003, 2008
- Vainqueur du Festival de Biarritz : 2008
- Vainqueur du Simultané mondial : 1999, 2000